# José Batlló
José Batlló Samón (Caldes de Montbui, Barcelona, 9 de julio de 1939-2 de noviembre de 2016) fue un editor, antólogo, poeta, crítico literario y librero español. Fundador de la colección de poesía “El bardo”, que dirigió entre 1964-1974, y la editorial Taifa. De entre sus aportaciones editoriales al contexto y difusión de la poesía española de la segunda mitad del siglo xx sobresale su Antología de la nueva poesía española, cuya primera edición fue publicada en abril de 1968.

## Biografía
Hijo de un jardinero, pasó su infancia y juventud en Sevilla, donde llegó a representar piezas como Final de partida de Beckett, e iniciar su actividad poético-editorial con la creación de la revista La Trinchera (frente de poesía libre), en noviembre de 1962 (junto con Manuel Guerra Pelufo y Amelia Romero); publicación de la que solo aparecerían tres números (los dos últimos editados ya en Barcelona en 1966), pero que sirvió de modelo a La píldora, revista ilegal creada en Barcelona en 1967 -a partir de unas reuniones con Amelia Romero, Rosa Garrido y Manuel Abellán- y desaparecida en noviembre de 1969. A partir de 1972 edita la revista de creación y crítica literarias Camp de l'Arpa, con Juan Ramón Masoliver como director.
Fue miembro del Foro Babel, iniciativa cívica de defensa del bilingüismo en Cataluña frente a la política lingüística monolingüista del gobierno de Jordi Pujol.
Como antólogo, además de la citada Antología de la nueva poesía española (1969), destacan Narrativa catalana hoy (Barcelona: Edhasa, 1970) y una nueva antología de Poetas españoles poscontemporáneos (1974), que fue su último trabajo para la colección El Bardo -fundada por él en 1964-, cuyo recorrido sería recopilado en El Bardo (1964-1974). Memoria y antología. Parte de las publicaciones de ese periodo fueron luego reeditadas por la editorial Lúmen, mientras Amelia Romero, tras un pequeño impás, continuó al frente de El Bardo. Tras ese episodio, Batlló creó "Taifa", un sello editorial con librería en la Ciudad Condal, que al inicio de la segunda década del siglo XXI todavía era su negocio y su casa.
Su obra poética incluye Los sueños en el cajón (1961), La mesa puesta (1964), Tocaron mi corazón (1968), Primera exposición (1970) y Canción del solitario (1971).
Batlló, que con el seudónimo de Martín Vilumara hizo crítica literaria y social en las páginas de Triunfo, y que llegó a publicar sin firma obras de difícil clasificación como su Primer centiloquio del heterónomo, ha frecuentado también temas de historia, paisaje y costumbres de su tierra natal, con títulos como Costa Brava (1976), Barcelona en color (1978) o la Guía de la provincia de Barcelona (1979), todos editados en León: Everest y traducidos al inglés, al francés y al alemán.